# Úriz
Úriz (Uritz en euskera de forma cooficial) es una localidad española y un concejo de la Comunidad Foral de Navarra perteneciente al municipio de  Arce. Está situado en la Merindad de Sangüesa, en la comarca de Auñamendi y a 42 km de la capital de la comunidad, Pamplona. Su población en 2014 fue de 20 habitantes (INE). 